# Sordariaceae
Die Sordariaceae sind eine Pilz-Familie aus der Ordnung der Sordariales.

## Merkmale
Die Familienvertreter bilden als Fruchtkörper dickwandige, oft lederige, dunkle Perithecien aus. Ein Ostiolum, eine Öffnung an dessen Oberseite, ist oft vorhanden und ist mit haarförmigen Strukturen, den Periphysen versehen. Das nicht immer vorhandene interaskuläre Gewebe, d. h. in dem die Schläuche eingebettet sind, besteht aus dünnwandigen, unscheinbaren und kleinen Paraphysen. Die Schläuche selber sind langzylindrisch, ziemlich dünnwandig, selten sehr klein und oft mit einem kleinen J-förmigen apikalen Ring ausgestattet. Die braunen Ascosporen sind unseptiert oder nur sehr selten septiert, manchmal auch netzartig, furchig oder rillig ornamentiert. Sie sind oft in einer gelatinösen Hülle eingebettet, haben aber nie ein verlängertes Anhängsel.
Ein Stroma ist nicht vorhanden.
Die Nebenfruchtformen kommen vor allem bei heterothallischen Arten vor. Sie ist diese hyphomycetisch ausgebildet. Die Konidien werden entweder durch schnell wachsende fragmentierende Hyphen gebildet oder aus stäbchenförmigen Spermatien, die aus zylindrigen oder flaschenförmigen konidiogenen Zellen entspringen.

## Ökologie und Verbreitung
Die Sordariaceae sind sehr weit verbreitet.

## Bedeutung
Manche Neurospora-Arten sind sehr hitzebeständig und können in der Lebensmittelverarbeitung und in Labors schädlich sein. Sie dienen auch als Modellorganismen in der Genetik. Mehrere Neurospora-Arten dienen auch zur Fermentation von Oncom, einem traditionellen, dem Tempeh ähnlichen Gericht aus der indonesischen Küche.

## Taxonomie
Die Sordariaceae wurden von Heinrich Georg Winter 1885 erstbeschrieben. Es kommen neun Gattungen vor. Es gibt Hinweise darauf, dass die Familie polyphyletisch ist, es ist aber noch nicht abschließend geklärt.
- Cainiella
- Copromyces
- Effetia: Stellung unklar
- Gelasinospora: systematische Stellung unklar, eventuelle Eingliederung in Neurospora[3]
- Guilliermondia: Stellung unklar
- Neurospora
- Pseudoneurospora
- Sordaria
- Stellatospora